# Centruchoides oppugnans
Centruchoides oppugnans är en insektsart som beskrevs av Walker. Centruchoides oppugnans ingår i släktet Centruchoides och familjen hornstritar. Inga underarter finns listade i Catalogue of Life.